# Fantasyfilm
Fantasyfilm är en filmgenre som behandlar fantastiska element som magi, mytologiska varelser, sagoväsen och främmande världar. Genren anses skild från science fiction-film och skräckfilm; dessa genrer överlappar dock varandra.

## Genredefinition
Fantasy som litterär genre är inte särskilt väldefinierad och detsamma gäller även för filmgenren. För att klassificera en film som en fantasyfilm krävs därför ofta att man undersöker handlingen, berättartekniken och hur historien är uppbyggd.
Exempel på svårklassificerade filmer är Stjärnornas krig-filmerna. Mycket i filmerna, exempelvis magi, skulle placera dem i fantasygenren men överlag är det mera science fiction. Detta i motsats till filmen Time Bandits från 1981 som har många science fiction-element i sig men också element som kännetecknar en fantasyfilm. Kritiker har lånat den litterära termen science fantasy för att beskriva en typ av filmer som framstår som hybrider mellan science fiction och fantasy.
Tecknade och animerade filmer som innehåller fantastiska element ses inte alltid som fantasyfilmer, framförallt inte då de är tänkta för barn. Exempelvis är varken Bambi eller Toy Story fantasy, trots att de innehåller ett fantastiskt element, att djur och leksaker kan tala, men däremot kan Brisby och Nimhs hemlighet från 1982 anses vara fantasy då magi förekommer i filmen.
Andra barnfilmer med inslag av fantastiska element, som Disneys Snövit, är även de svåra att klassificera. Snövit innehåller t.ex. en medeltida miljö och sagoväsen, dvärgar, magi och andra saker typiska för fantasy. Denna och andra liknande barnfilmer som berättas i sagoform anses dock inte heller tillhöra fantasygenren utan brukar placeras i en separat sagogenre. Däremot kan filmer för ungdomar och vuxna inspirerade av sagor klassas som fantasy, som exempelvis filmen Snow White and the Huntsman.

## Fantasyfilmer
Till de mest berömda fantasyfilmerna hör filmatiseringar av kända bokverk, som J R R Tolkiens Sagan om Ringen och J K Rowlings Harry Potter. Ett annat exempel är Narnia-filmerna. Bland smalare filmer inom genren märks Ingmar Bergmans Det sjunde inseglet.